# هارون إي. وايت
هارون إي. وايت هو محامي وقاضي وسياسي أمريكي، ولد في 26 ديسمبر 1813 في Whately, Massachusetts ‏ في الولايات المتحدة، وتوفي في 12 ديسمبر 1898. نشط حزبياً في الحزب الديمقراطي.